# Durstel
Durstel [dyʁstɛl]  est une commune française située dans la circonscription administrative du Bas-Rhin et, depuis le 1er janvier 2021, dans le territoire de la Collectivité européenne d'Alsace, en région Grand Est.
Cette commune se trouve dans la région historique et culturelle d'Alsace.
Ses habitants de Durstel sont nommés les Durstellois et les Durstelloises.

## Géographie

### Localisation
La commune est située dans la région naturelle de l'Alsace Bossue et fait partie du parc naturel régional des Vosges du Nord.
| Rexingen   | Adamswiller | Tieffenbach |
| Bettwiller | Durstel     |             |
| Drulingen  |             | Asswiller   |

### Géologie et relief
La commune se compose de 43,10 hectares de territoires artificialisés (9,00 %), 341,58 hectares de territoires agricoles (71,31 %) et 94,42 hectares de forêts et milieux semi-naturels (19,71 %).
Espaces naturels :
- Trois espaces protégés hors Natura 2000 Vosges du Nord :

Réserve de Biosphère, zone tampon,
Réserve de Biosphère, zone de transition,
Parc naturel régional.
- Deux zones naturelles d'intérêt écologique, faunistique et floristique (Znieff) :

Paysage agricole et forestier diversifié d'Alsace Bossue,
Boisements de reproduction du Milan Royal en Alsace Bossue.

### Sismicité
Commune située dans une zone de sismicité 2 faible.

### Hydrographie et les eaux souterraines
Hydrogéologie et climatologie : Système d’information pour la gestion des eaux souterraines du bassin Rhin-Meuse :
Territoire communal : Occupation du sol (Corinne Land Cover); Cours d'eau (BD Carthage),
Géologie : Carte géologique; Coupes géologiques et techniques,
 Hydrogéologie : Masses d'eau souterraine; BD Lisa; Cartes piézométriques.
La commune est dans le bassin versant du Rhin au sein du bassin Rhin-Meuse. Elle est drainée par le ruisseau le Mostbach,,.

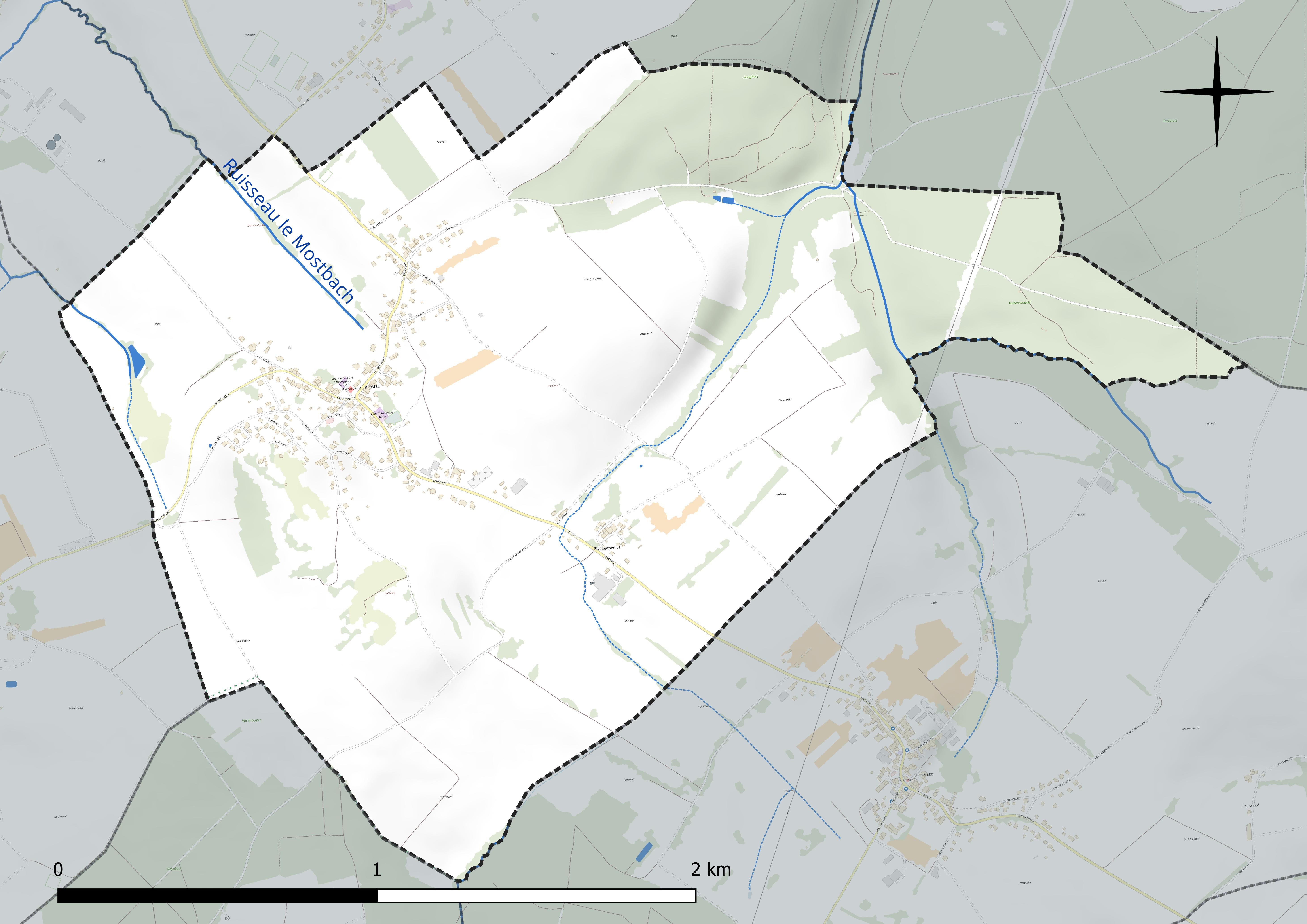
Réseau hydrographique de Durstel.

### Climat
Pour des articles plus généraux, voir Climat du Grand Est et Climat du Bas-Rhin.
En 2010, le climat de la commune est de type climat des marges montargnardes, selon une étude du Centre national de la recherche scientifique s'appuyant sur une série de données couvrant la période 1971-2000. En 2020, Météo-France publie une typologie des climats de la France métropolitaine dans laquelle la commune est exposée à un climat semi-continental et est dans la région climatique  Vosges, caractérisée par une pluviométrie très élevée (1 500 à 2 000 mm/an) en toutes saisons et un hiver rude (moins de 1 °C). 
Pour la période 1971-2000, la température annuelle moyenne est de 9,8 °C, avec une amplitude thermique annuelle de 17,1 °C. Le cumul annuel moyen de précipitations est de 956 mm, avec 11,9 jours de précipitations en janvier et 10,1 jours en juillet. Pour la période 1991-2020, la température moyenne annuelle observée sur la station météorologique de Météo-France la plus proche, « Berg », sur la commune de Berg à 3 km à vol d'oiseau, est de 10,4 °C et le cumul annuel moyen de précipitations est de 801,8 mm. 
La température maximale relevée sur cette station est de 37,4 °C, atteinte le 25 juillet 2019 ; la température minimale est de −16,8 °C, atteinte le 7 février 2012,,. 
Les paramètres climatiques de la commune ont été estimés pour le milieu du siècle (2041-2070) selon différents scénarios d'émission de gaz à effet de serre à partir des nouvelles projections climatiques de référence DRIAS-2020. Ils sont consultables sur un site dédié publié par Météo-France en novembre 2022.

### Voies de communications et transports

#### Voies routières
- D9 vers Asswiller, Petersbach[19],
- D95 vers Bettwiller, Gungwiller.

#### Transports en commun

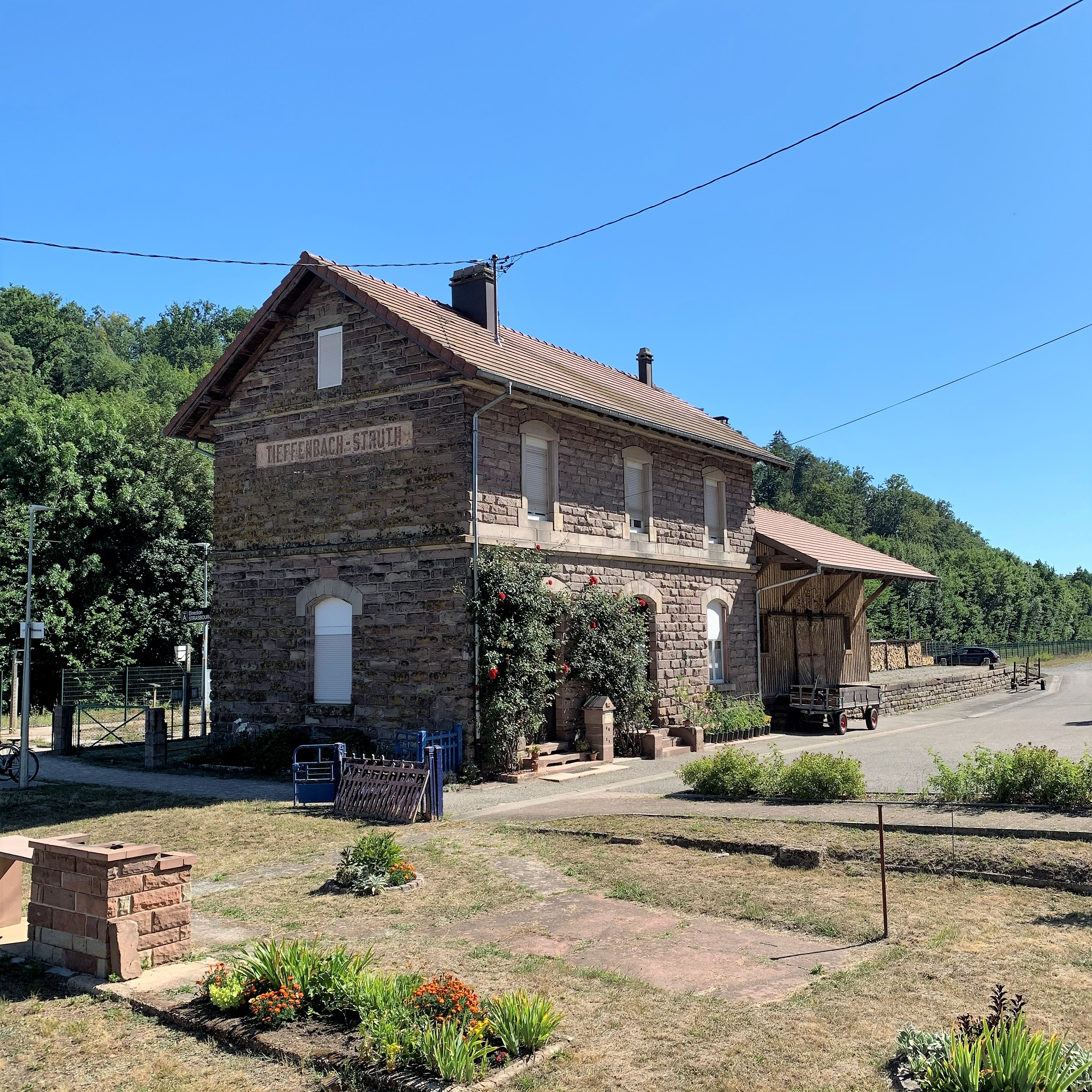
Gare de Tieffenbach - Struth.

- Transports en Alsace.
- Fluo Grand Est.

##### SNCF
- Gare de Tieffenbach - Struth,
- Gare de Diemeringen,
- Gare de Sarre-Union,
- Ancienne gare de Voellerdingen,
- Ancienne gare de Schopperten.

### Intercommunalité
Commune membre de la Communauté de communes de l'Alsace Bossue.

## Urbanisme

### Typologie
Au 1er janvier 2024, Durstel est catégorisée commune rurale à habitat dispersé, selon la nouvelle grille communale de densité à sept niveaux définie par l'Insee en 2022.
Elle est située hors unité urbaine et hors attraction des villes,.

### Occupation des sols
L'occupation des sols de la commune, telle qu'elle ressort de la base de données européenne d’occupation biophysique des sols Corine Land Cover (CLC), est marquée par l'importance des territoires agricoles (71,5 % en 2018), une proportion sensiblement équivalente à celle de 1990 (72 %). La répartition détaillée en 2018 est la suivante : 
terres arables (49 %), prairies (22,5 %), forêts (19,4 %), zones urbanisées (9 %). L'évolution de l’occupation des sols de la commune et de ses infrastructures peut être observée sur les différentes représentations cartographiques du territoire : la carte de Cassini (XVIIIe siècle), la carte d'état-major (1820-1866) et les cartes ou photos aériennes de l'IGN pour la période actuelle (1950 à aujourd'hui).

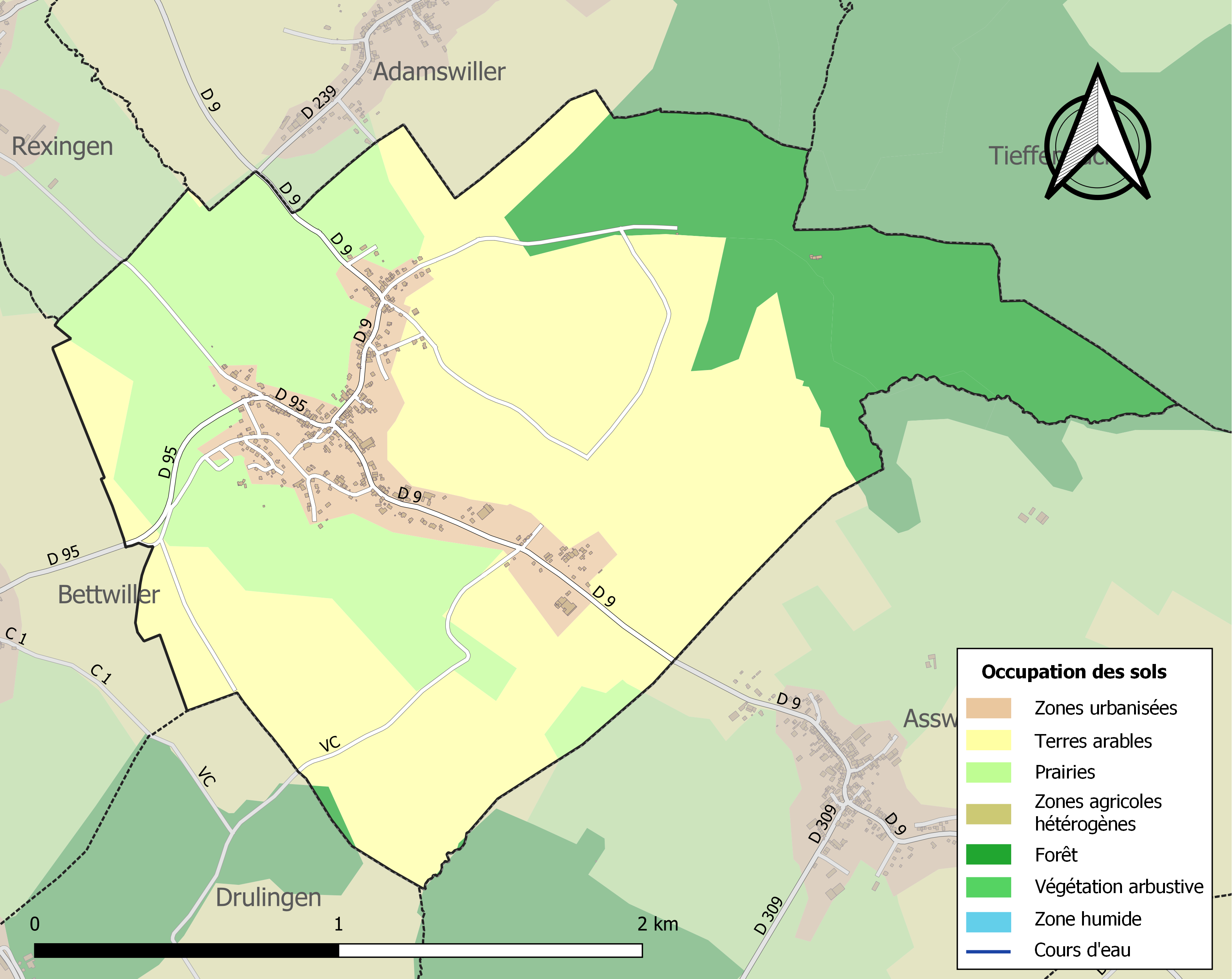
Carte des infrastructures et de l'occupation des sols de la commune en 2018 (CLC).

## Toponymie
Durschtel en francique rhénan.
Dürstel en allemand.
D'après Albert Dauzat et Charles Rostaing, Dur-stel est un composé du germanique stall « écurie » ou « auberge », le premier élément restant obscur.
Homonymie avec Durtal (Maine-et-Loire, (castrum) Duristallum XIe siècle).

## Histoire
Commune à la croisée d'anciennes voies gallo romaines.
L'existence d'une paroisse est mentionnée dès 1361. Certains éléments architecturaux, tels que les chapiteaux qui constituaient l'ancienne tour-chœur de l'église font penser au XIIIe siècle ou au XIVe siècle. La nef est, elle, datée de 1849, comme les niveaux supérieurs du clocher.

### Héraldique
| Blason de Durstel | Blason  | Tiercé en pal d'or, de gueules et d'argent. |
| Blason de Durstel | Détails |                                             |

## Politique et administration
| Période                                  | Période                   | Identité                                         | Étiquette      | Qualité      |
| ---------------------------------------- | ------------------------- | ------------------------------------------------ | -------------- | ------------ |
| Les données manquantes sont à compléter. |                           |                                                  |                |              |
| ?                                        | 2001                      | René Reinbold                                    |                |              |
| 2001                                     | En cours (au 31 mai 2020) | Gérard Stutzmann, Réélu pour le mandat 2020-2026 | Sans étiquette | Ancien cadre |

### Budget et fiscalité 2023
En 2023, le budget de la commune était constitué ainsi :
- total des produits de fonctionnement : 393 000 €, soit 907 € par habitant ;
- total des charges de fonctionnement : 292 000 €, soit 674 € par habitant ;
- total des ressources d'investissement : 149 000 €, soit 343 € par habitant ;
- total des emplois d'investissement : 80 000 €, soit 186 € par habitant ;
- endettement : 394 000 €, soit 910 € par habitant.

Avec les taux de fiscalité suivants :
- taxe d'habitation : 15,82 % ;
- taxe foncière sur les propriétés bâties : 2,60 % ;
- taxe foncière sur les propriétés non bâties : 48,98 % ;
- taxe additionnelle à la taxe foncière sur les propriétés non bâties : 45,11 % ;
- cotisation foncière des entreprises : 0,00 %.

Chiffres clés Revenus et pauvreté des ménages en 2021 : médiane en 2021 du revenu disponible, par unité de consommation : 23 360 €.

## Économie

### Entreprises et commerces

#### Agriculture
- Culture de céréales, de légumineuses et de graines oléagineuses.
- Culture et élevage associés.
- Élevage de chevaux et d'autres équidés.
- Élevage d'autres animaux.

#### Tourisme
- Débits de boissons.
- Chambres d'hôtes, Gîtes ruraux à Loihr, Petersbach, Burbch, Hinsbourg, Domfessel.
- Hôtels-restaurants à La Petite Pierre.

#### Commerces
- Commerces de proximité.
- Ancien moulin[33]

## Population et société

### Démographie

#### Évolution démographique
L'évolution du nombre d'habitants est connue à travers les recensements de la population effectués dans la commune depuis 1793. Pour les communes de moins de 10 000 habitants, une enquête de recensement portant sur toute la population est réalisée tous les cinq ans, les populations de référence des années intermédiaires étant quant à elles estimées par interpolation ou extrapolation. Pour la commune, le premier recensement exhaustif entrant dans le cadre du nouveau dispositif a été réalisé en 2004.

En 2022, la commune comptait 419 habitants, en évolution de +3,2 % par rapport à 2016 (Bas-Rhin : +3,17 %, France hors Mayotte : +2,11 %).
| 1793 | 1800 | 1806 | 1821 | 1831 | 1836 | 1841 | 1846 | 1851 |
| ---- | ---- | ---- | ---- | ---- | ---- | ---- | ---- | ---- |
| 210  | 239  | 259  | 261  | 422  | 443  | 439  | 419  | 414  |

| 1856 | 1861 | 1866 | 1871 | 1875 | 1880 | 1885 | 1890 | 1895 |
| ---- | ---- | ---- | ---- | ---- | ---- | ---- | ---- | ---- |
| 394  | 400  | 412  | 420  | 410  | 383  | 390  | 362  | 378  |

| 1900 | 1905 | 1910 | 1921 | 1926 | 1931 | 1936 | 1946 | 1954 |
| ---- | ---- | ---- | ---- | ---- | ---- | ---- | ---- | ---- |
| 377  | 396  | 398  | 353  | 333  | 302  | 315  | 323  | 341  |

| 1962 | 1968 | 1975 | 1982 | 1990 | 1999 | 2004 | 2006 | 2009 |
| ---- | ---- | ---- | ---- | ---- | ---- | ---- | ---- | ---- |
| 372  | 375  | 442  | 423  | 431  | 394  | 394  | 400  | 402  |

| 2014 | 2019 | 2022 | - | - | - | - | - | - |
| ---- | ---- | ---- | - | - | - | - | - | - |
| 400  | 424  | 419  | - | - | - | - | - | - |

### Enseignement
Établissements d'enseignements :
- École maternelle,
- Écoles primaires à Adamswiller, Asswiller, Bettwiller,
- Collèges à Drulingen, Diemeringen, Sarre-Union, Wingen-sur-Moder,
- Lycées à Sarre-Union, Phalsbourg, Sarrebourg.

### Santé
Professionnels et établissements de santé :
- Médecins à Drulingen, Diemeringen, La Petite-Pierre, Sarre-Union, Wingen-sur-Moder, Soucht, Phalsbourg,
- Pharmacies à Drulingen, Diemeringen, La Petite-Pierre, Sarre-Union, Wingen-sur-Moder, Phalsbourg,
- Hôpitaux à Sarre-Union, Phalsbourg, Sarralbe, Niderviller, Sarrebourg, Saverne, Ingwiller, Bitche.

### Cultes
- Culte protestant[40].
- Culte catholique, Communauté de paroisses Clochers du Kirchberg[41], Diocèse de Strasbourg.

## Lieux et monuments
- L'église protestante[42],[43].

Orgue,,.
- Presbytère[47].

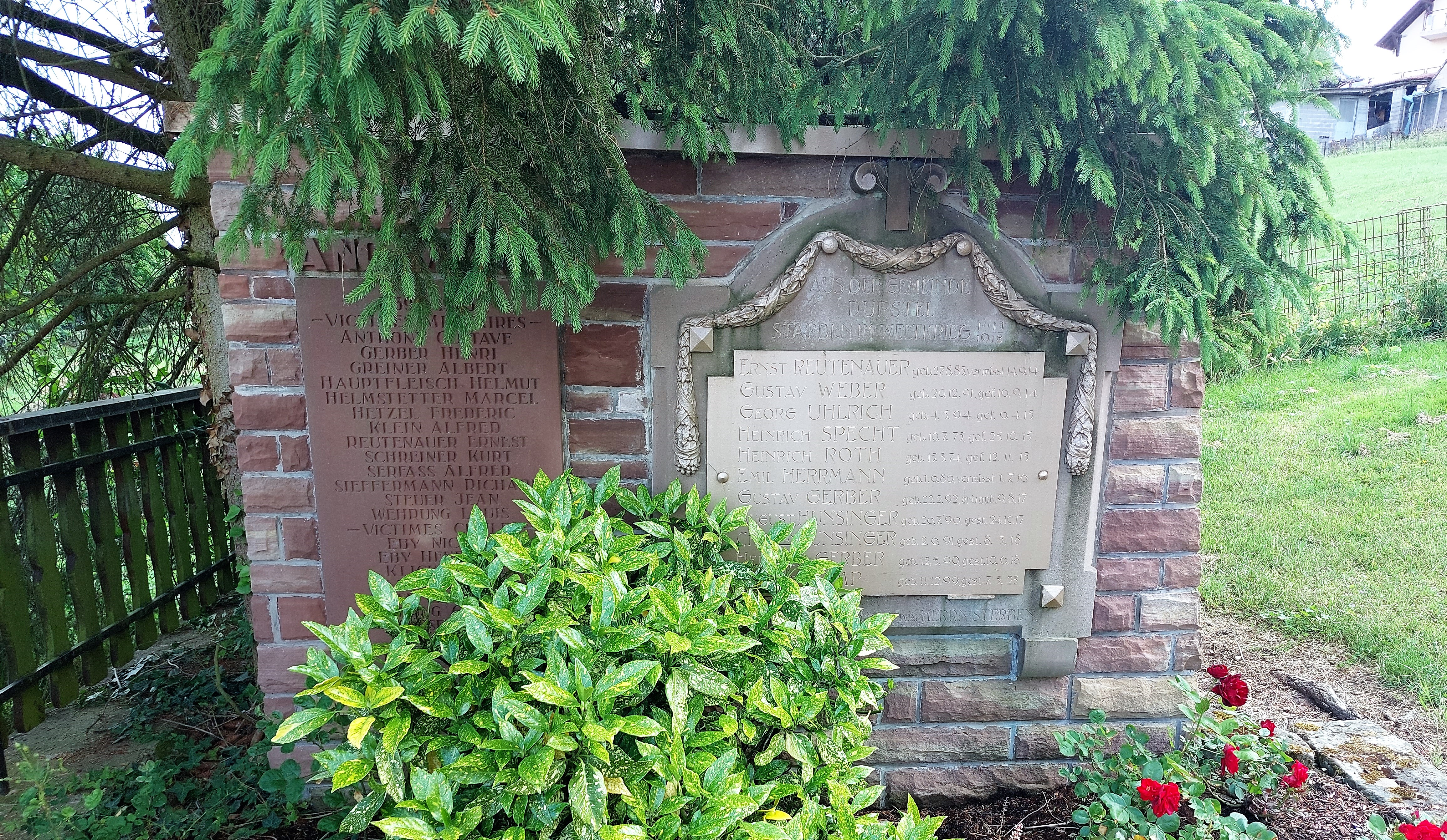
Monument aux morts.

- Banc public (banc reposoir dit de l'Impératrice)[48],[49].
- Mairie, école[50].
- Maison de vitrier[51].
- Cimetière[52],[53].
- Monument aux morts[54] : Conflits commémorés : Guerres 1914-1918 et 1939-1945.

## Personnalités liées à la commune
- Frédéric Guillaume Liebrich (1885-1943), militant communiste, est né à Durstel.